# Schizophrenia
Schizophrenia je osmi studijski album ameriškega jazzovskega saksofonista Waynea Shorterja, ki je bil posnet 10. marca 1967 in je maja 1969 izšel pri založbi Blue Note Records. Album vsebuje pet Shorterjevih avtorskih skladb in priredbo skladbe »Kryptonite«, ki jo je napisal James Spaulding. V snemalni zasedbi sta bila tudi pianist Herbie Hancock in basist Ron Carter, Shorterjeva sodelavca v Miles Davis Quintetu.

## Sprejem
Kritik Stephen Thomas Erlewine je album ocenil s 4 zvezdicami in pol in v recenziji za portal AllMusic zapisal: »Ta glasba je na meji med post-bopom in free jazzom - postavljena je v post-bop, vendar ve kaj se dogaja čez mejo. Čez nekaj let je Shorter prestopil to mejo, vendar Scizophrenia predstavlja navdušenje Shorterja in njegovih kolegov, ki poskušajo uravnotežiti obe skrajnosti.

## Seznam skladb
Avtor vseh skladb je Wayne Shorter, razen kjer je posebej označeno.
| Št. | Naslov                         | Dolžina |
| --- | ------------------------------ | ------- |
| 1.  | „Tom Thumb‟                    | 6:16    |
| 2.  | „Go‟                           | 5:42    |
| 3.  | „Schizophrenia‟                | 6:50    |
| 4.  | „Kryptonite‟ (James Spaulding) | 6:29    |
| 5.  | „Miyako‟                       | 5:00    |
| 6.  | „Playground‟                   | 6:20    |

## Zasedba
- Wayne Shorter – tenorski saksofon
- Curtis Fuller – trombon
- James Spaulding – flavta, altovski saksofon
- Herbie Hancock – klavir
- Ron Carter – bas
- Joe Chambers – bobni